# 哲儀
哲儀（1979年—），台灣推理小說家，生於台北縣，台灣推理作家協會成員，第3屆台灣推理作家協會徵文獎首獎得主。高中時經由後來成為推理小說家的冷言推薦，閱讀綾辻行人的《殺人十角館》後，從此與推理結下不解之緣。中原大學心理系畢業後，曾當了五年的職業軍人，也從事過資源回收業、金融業，後於文化出版及編劇行業工作，並曾任台灣推理作家協會第一、二屆理事，第四屆祕書長，現任第五屆理事長。

## 作品

### 長篇小說
- 人偶輓歌（2016，要有光出版）

### 短篇小說
- 血紅色的情書（2006，明日工作室）
  - 血紅色的情書：第3屆人狼城推理小說獎首獎作品
  - 勿忘我：第2屆人狼城推理小說獎佳作
- 詛咒的哨所（2006，明日工作室）
  - 詛咒的哨所
  - 染血的步槍
- 柯夢波丹（Cosmopolitan）（收錄於《故事的那時此刻》，2022，博識圖書）[4]
- 詛咒的哨所（Cursed Outpost）（收錄共六篇短篇故事，2024，博識圖書）
  - 勿忘我
  - 紋面惡靈
  - 詛咒的哨所
  - 染血的步槍
  - 碧海演習
  - 血紅色的情書

### 編劇
- 公視人生劇展《沉默之槍》[5]

### 評論
- . 野葡萄文學誌. 2004, (014-015).

## 外部連結
- 台灣推理作家協會官方網站：哲儀 （页面存档备份，存于）